# Chengnan (socken i Kina, Hunan, lat 29,47, long 113,44)
Chengnan (kinesiska: 城南, 城南乡) är en socken i Kina. Den ligger i provinsen Hunan, i den södra delen av landet, omkring 150 kilometer norr om provinshuvudstaden Changsha.
Genomsnittlig årsnederbörd är 1 793 millimeter. Den regnigaste månaden är maj, med i genomsnitt 260 mm nederbörd, och den torraste är januari, med 49 mm nederbörd.